# Amanita annulatovaginata
Amanita annulatovaginata es un hongo ectomicorrízico del género Amanita encontrado en bosques tropicales y subtropicales. Fue recolectado por primera vez en julio de 1923 por Julie-Henriette-Martha Fontana en Eala, el Congo.

## Descripción

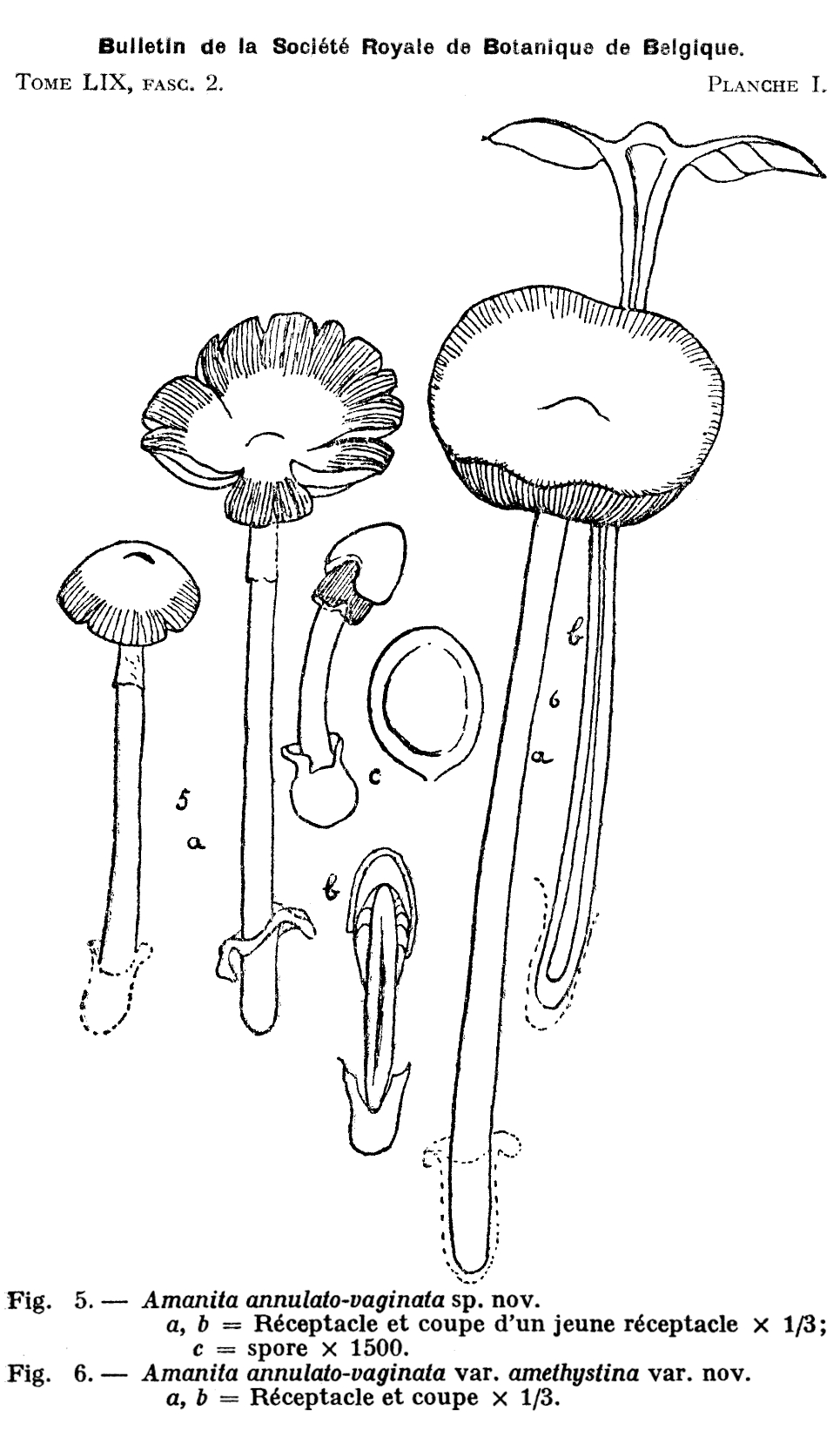
A. annulatovaginata en la publicación original de Beeli de 1927.

Basidioma pequeño a mediano. Píleo de 12-30 mm de diámetro, ovoide, después plano a convexo, ligeramente umbo a aplanado, amarillo-pardo; margen con  estrías largas (0.4-0.5R). Láminas libres, aglomeradas y blancas; lamélulas truncadas. Estípite de 10-21x2-3 mm, pálido amarillo-pardo, cilíndrico, fistuloso; anillo blanco, superior, delgado. Volva de 12x6 mm, delgada, cilíndrica o sacciforme, membranosa, frágil, unida a la base del estípite; superficie externa blanca y lisa.
Basidiosporas [80/3/1] (11-)12-15(-18)x(6-)7-9(-13) μm, Q=(1.33−)1.49−1.94(−2.05), Qm=1.67±0.10, principalmente alargadas, parcialmente elipsoides, no amiloides, sin color, hialinas, paredes delgadas, suaves. Basidios 35-48x15-18 μm, normalmente de 4 esporas; esterigmas de 4-6 μm de largo. Remanentes volvales compuestos de células infladas de 45–100×20–45 μm abundantes, subglobosas, elipsoides, elipsoides-largos a clavados, de paredes ligeramente gruesas de 1-1.5 μm, sin color, hialinas. Mezcladas con hifas de 2-4 μm de ancho ligeramente abundantes, sin color y hialinas; hifas vasculares escasas de 5–7 μm de ancho. Anillos compuestos de hifas comúnmente fibuladas de 2-3 μm de ancho abundantes a ligeramente abundantes, levemente gelatinizadas, de paredes delgadas, sin color y hialinas; combinadas con células locales infladas de 40–80×30–70 μm, subglobosas a elipsoide; hifas vasculares escasas; fíbulas abundantes en todos los tejidos del basidioma.

## Distribución y hábitat
Solitarios o en grupos pequeños en el suelos tropicales y subtropicales y sabanas en África (Miombo). Se han reportado en el Congo y Zambia.
En América se ha reportado en México en Veracruz y el Estado de México.

## Taxonomía
El nombre completo en Index Fungorum es «Amanita annulatovaginata Beeli, Bull. Soc. R. Bot. Belg. 59: 103 (1927)». Beeli es la autoridad taxonómica ya que él redactó su descripción en el Boletín de la Sociedad Real Botánica Belga en 1923, gracias a las muestras enviadas desde el Congo por Julie-Henriete-Martha Fontana.